# Ivel
Ivel war ein britischer Hersteller, gegründet von Daniel Albone (1860–1906) in Biggleswade (Bedfordshire), der von 1899 bis 1921 Kraftfahrzeuge herstellte.

## Pkw-Bau

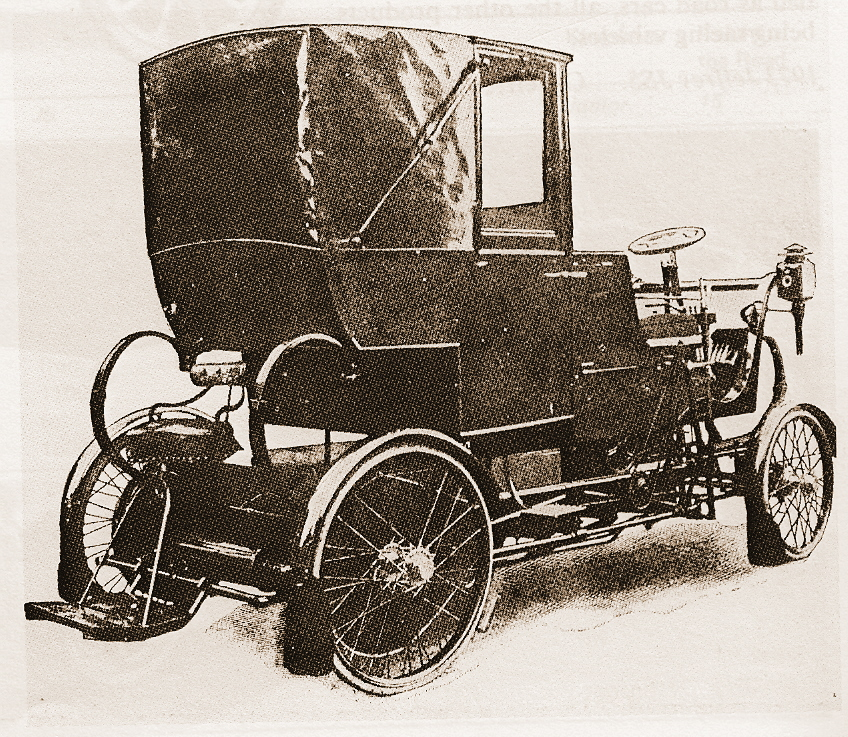
Ivel Pkw

Die zunächst gebauten Pkw hatten Schraubenfedern, was damals sehr fortschrittlich war, und Kettenantrieb. Dem Antrieb dienten Motoren eigener Fertigung, die nach Plänen von Benz & Cie. entstanden. Die Stückzahlen blieben gering.

## Lkw- und Traktorenbau

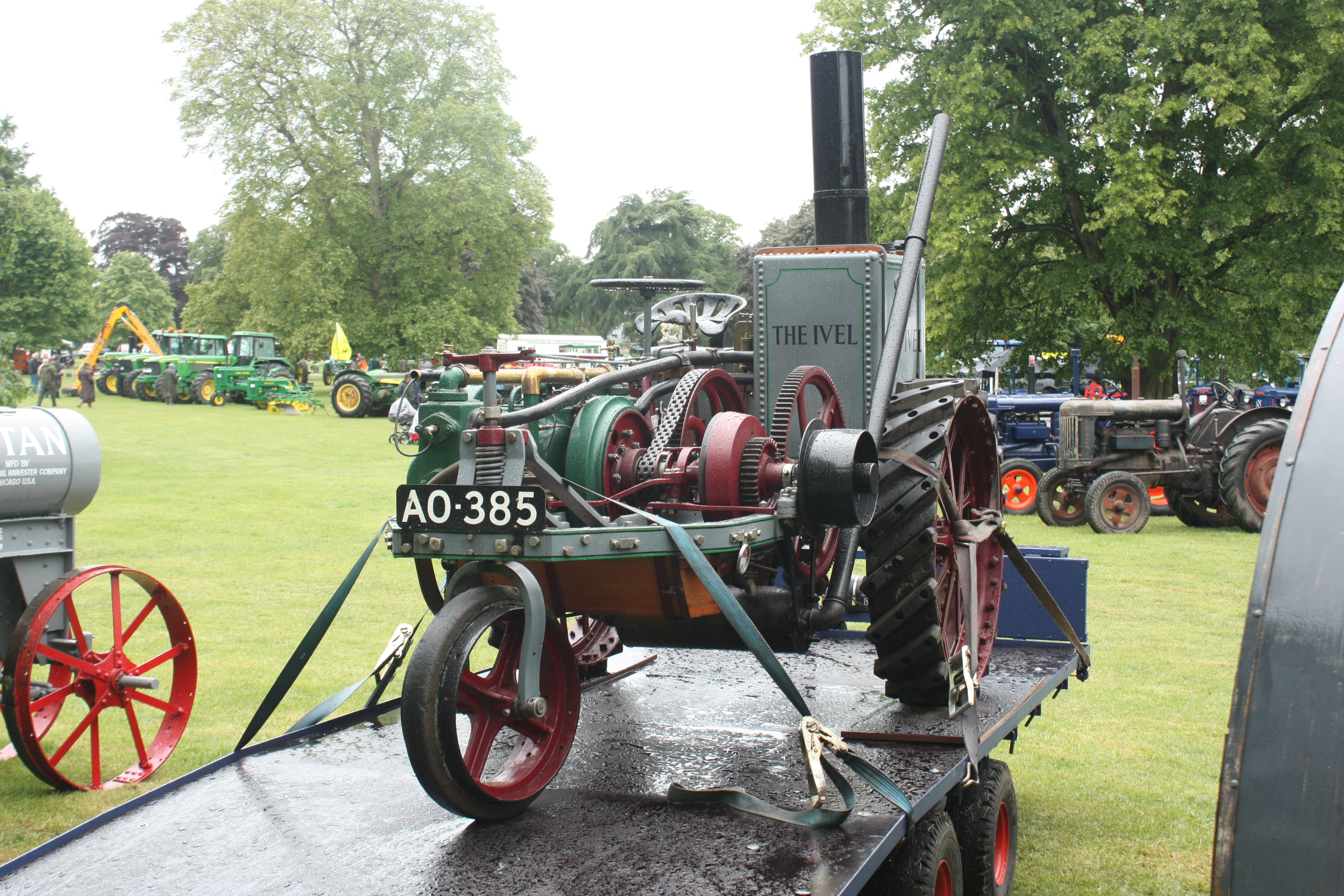
Ivel Traktor von 1903

Nach 1906 stellte Ivel den Pkw-Bau ein und wandte sich anderen Maschinenbauprodukten zu: Neben einigen Lkw entstanden vor allem dreirädrige Traktoren, die von 1903 bis 1920/21 in etwa 900 Stück gebaut wurden. Die technischen Daten dieser Dreiradtraktoren um das Jahr 1917 werden wie folgt angegeben: Zweizylindermotor, Bohrung × Hub 156 × 150 mm, Hubraum also 5736 cm³, 24 BHP, Treibstoff neben Benzin auch Alkohol, Petroleum oder Schweröl, Länge 2,78 m, Breite 1,70 m, Höhe 1,58 m, Vorderrad 25 cm breit und 50 cm Durchmesser, Hinterräder 25 cm breit und 1,03 m Durchmesser, Gewicht 1730 kg. Andere Quellen sprechen von einer Leistung von nur 8 oder 14 PS: Offenbar gab es mehrere Typen, deren technische Daten und Produktionsdauer aber nur lückenhaft erfasst ist.

## Lizenz- und Nachbau
Der Traktor wurde auch in Deutschland von mehreren Herstellern nachgebaut, so beispielsweise von der Firma Heßler in Leipzig im Jahr 1912 und Glogowski in Hohensalza 1913. Nicht mehr klärbar ist heute die Frage, ob es sich hierbei jeweils um einen lizenzierten Nachbau, eine auf den Inspirationen von Ivel beruhende Kopie oder vielleicht auch nur um Vertrieb des englischen Produktes handelte. Ebenso stellte die Firma Universal-Landbaumotor in München 1911 einen Dreirad-Ackerschlepper zumindest als Prototyp her, dessen Konstruktion auch vom Ivel-Traktor beeinflusst war.